# پارک ملی پورنولولو
پارک ملی پورنولو  منطقه ای با وسعت 2397 کیلومتر مربع در شمال شرقی استرالیای غربی و جنوب غربی شهر داروین که سال 2003 به سبب داشتن صخره های و گنبدی شکل در فهرست یونسکو ثبت شد.این صخره ها به دو دسته صخره های نارنجی و خاکستری تقسیم می شود